# Podul Unguri–Bronnîțea
Podul Unguri–Bronnîțea este un pod rutier peste Nistru și un punct de trecere a frontierei între Republica Moldova și Ucraina. Acesta face legătura între localitățile Unguri din raionul Ocnița, Republica Moldova și Bronnîțea din raionul Moghilău din Ucraina.

## Istoric
În zona Unguri – Arionești fost edificat în 1941 un pod de vase peste Nistru, de către trupele germane.
Actualul pod fost construit la sfârșitul anilor 1980, cu scopul de a prelua o parte din traficul podului de la Otaci. Este întreținut de Republica Moldova și se află în proprietatea sa.

## Rol
Testat în 2018 pentru traficul rutier în regim internațional, acesta funcționează atât în regim pietonal cât și din 15 septembrie 2017, în regim rutier.
Este permisă trecerea doar a autovehiculelor cu masa maximă autorizată de pînă la 3.500 kg.

## Caracteristici
Este un pod din beton lung de 231 m.

## Vezi si
- Relațiile dintre Republica Moldova și Ucraina
- Lista punctelor de trecere a frontierei din Republica Moldova